# Bukola Abogunloko
Bukola Abogunloko (Bukola Dammy Abogunloko; * 18. August 1994 in Ijero, Ekiti) ist eine nigerianische Sprinterin, die sich auf den 400-Meter-Lauf spezialisiert hat.
In der 4-mal-400-Meter-Staffel siegte sie 2010 mit dem nigerianischen Team bei den Afrikameisterschaften in Nairobi und wurde bei den Commonwealth Games in Neu-Delhi im Finale disqualifiziert.
2011 kam sie mit der nigerianischen Stafette bei den Weltmeisterschaften in Daegu auf den siebten Platz und wurde bei den Afrikaspielen in Maputo Sechste über 400 Meter. 2012 wurde sie bei den Afrikameisterschaften in Porto-Novo Vierte im Einzelbewerb und verteidigte mit dem nigerianischen Team den Staffeltitel. Bei den Olympischen Spielen in London wurde sie mit dem nigerianischen Quartett im Finale der 4-mal-400-Meter-Staffel disqualifiziert.
2013 wurde sie bei den Weltmeisterschaften in Moskau mit der nigerianischen Stafette Sechste.
Bei den in Sopot kam die nigerianische 4-mal-400-Meter-Stafette auf den fünften Platz und stellte im Vorlauf in der Besetzung Omolara Omotoso, Patience Okon George, Abogunloko und Folashade Abugan mit 3:29,67 min den aktuellen Afrikahallenrekord auf.
Ihre persönliche Bestzeit von 51,57 s stellte sie am 12. Mai 2012 in Atlanta auf.